# Rörtjärnen (Piteå socken, Norrbotten, 727372-169880)
Rörtjärnen är en sjö i Piteå kommun i Norrbotten och ingår i Byskeälvens huvudavrinningsområde. Sjöns area är 0,023 kvadratkilometer och den befinner sig 371 meter över havet.